# Юрій Васильович Заславський
Юрій Васильович Заславський, уроджений Острозький (пом. бл. 1500 року) — волинський князь. Син Василя Федоровича Острозького «Красного» й Ганки Іванівни Ямонтівни Подберезької. Між 1463–1496 прибрав собі ім'я князя Заславського, певно через те, що після розділення з братом Іваном Васильовичем Острозьким спадщини по батькові, отримав місто Заслав.
Був одружений з невідомою з роду князівною Софією Варварою. Мав трьох дітей: Андрія Юрійовича Заславського, Івана Юрійовича Заславського і Марину Юріївну Заславську.